# Guitarrón

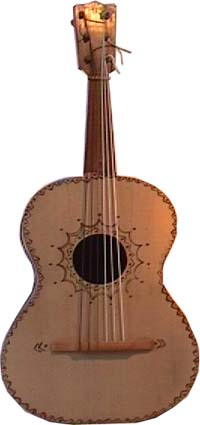
Guitarrón

Das Guitarrón (spanisch) ist ein mexikanisches Bassinstrument aus der Familie der Gitarren. Es hat üblicherweise sechs Saiten (A-D-G-C-E-A, die tiefe A-Saite klingt eine Oktave tiefer als die A-Saite einer normalen Gitarre), es gibt aber auch vier- und fünfsaitige Versionen. Auffällig ist der sehr große Resonanzkörper, welcher auf der Rückseite bauchig gewölbt ist. Das Guitarrón hat in der Regel keine Bünde. Gespielt wird es zumeist im Stehen und vor allem in den mexikanischen Mariachi-Bands. Es ist auch in anderen Ländern Lateinamerikas verbreitet. 
Das chilenische Guitarrón besitzt 25 oder mehr Saiten.